# Fuentes de energía eléctrica
Las fuentes de energía eléctricas, una forma de energía fácilmente utilizable, pueden utilizarse varias formas, basadas en energías primarias Un paradigma es utilizar energía de la naturaleza. En el transcurso de la historia, la humanidad  ha logrado diversos progresos en el control, la producción y el almacenamiento de tipos o formas de energía cada vez más complejos y de mayor eficacia y que son fundamentales para el desarrollo de las actividades económicas.
Las fuentes de energía provienen de la naturaleza y, según su origen y cómo son utilizadas, se clasifican en autorrenovables, renovables con intervención humana y no renovables :
- Fuentes de energía inagotables. Son elementos de la naturaleza que se renuevan permanentemente mediante procesos naturales o que por su gran abundancia se pueden considerar inagotables. Por ejemplo, la radiación solar, los vientos, el movimiento del agua (en la corriente de un río o en las mareas, las lluvias y las nevadas), el calor del interior de la Tierra. Estas fuentes son consideradas autorrenovables porque el uso continuo por parte de las actividades humanas no produce su agotamiento.-
- Fuentes de energía renovables sin intervención humana. Son los recursos naturales de composición orgánica – tanto vegetales como humanos-, que pueden ser renovados y acrecentados por la acción natural. Tal es el caso de biomasa, que es la cantidad de materia orgánica que constituye a los seres vivos, el metano emitido por ciertos residuos animales; por ejemplo, la biomasa que forma un bosque puede ser renovada mediante la reforestación.
- Fuentes de energía no renovables. Son recursos naturales y de composición orgánica que se formaron en procesos naturales complejos y largos (durante 2 o 5 millones de años). Los más conocidos son los combustibles fósiles, como el carbón vegetal y los hidrocarburos (petróleo y gas), y otros minerales, como el uranio (que se utiliza en la producción de energía nuclear), la oxidación de ciertos metales, procesos químicos,... Se consideran no renovables porque, a medida que se utilizan, disminuye su volumen y no es posible restablecerlo con la acción humana o en procesos naturales que duren menos que los tiempos geológicos para que puedan ser utilizados por las personas.

```
relacionados con el uso de la energía]]
```

- Conservación de la energía
- Electromecánica
- Energía del punto cero
- Energía interna
- Energía libre de Gibbs
- Energía libre de Helmholtz
- Entalpía
- Entropía
- Exergía
- Fuentes de energía
- Fuerza
- Inercia
- Julio (unidad)
- Masa
- Neguentropía
- Teoría de la relatividad
- Trabajo
- Transformación de energía
- Energía de una señal

- Datos: Q5870377